# Thurntaler
Der Thurntaler ist ein 2404 m ü. A. hoher Berg in den Villgratner Bergen in Osttirol. Er ist im Sommer Wandergebiet und im Winter Skigebiet mit ca. 45 km Pisten, die durch sechs Lifte (zwei Schlepplifte, drei Sessellifte und eine Gondelbahn mit zwei Sektionen) erschlossen sind. Der Berg bietet im Winter zwei Talabfahrten, die auf elf und neun Kilometern Länge nach Sillian oder ins Villgratental führen. Die gesamte Fläche der Pisten beträgt rund 60 Hektar.
Außerdem gibt es auf dem Thurntaler zwei Raststationen: das Panoramarestaurant Gadein und die Thurntaler Rast.
Seit der Wintersaison 2000/2001 gibt es auch einen ca. 300 Meter langen Snowpark. Unterhalb des Gipfels befindet sich ein Speichersee, der im Winter für die Schneekanonen genutzt wird.
Der Berg ist das ganze Jahr über eine Bergstraße zu erreichen.
Auch Paraglider nutzen das ganze Jahr bei gutem Wetter den Gipfel als Startpunkt für ihre Flüge ins Tal nach Sillian.